# 앙주가
앙주가(Angevins [ˈændʒɪvɪns][*])는 12세기와 13세기에 잉글랜드 왕국을 지배한 왕가다. 헨리 2세, 리처드 1세, 존이 출신 국왕이다. 헨리 2세의 대에 이르러 잉글랜드 외에도 프랑스 서부의 광대한 영토를 소유한 동군연합을 형성했는데, 이를 가문명을 따 앙주 제국이라고 한다.
플랜태저넷가는 앙주가의 분가라고 하지만 사실 분가가 아니라 그냥 이름만 바뀐 것이다. 중세 당대에는 이런 구분이 이루어지지 않았고, 왕조사적 서술에서 앙주가가 프랑스 지역의 영지를 모두 상실한 이후인 헨리 3세부터를 플랜태저넷가로 구분한다. 하지만 "플랜태저넷"이 실제로 가문명으로 사용된 것은 15세기의 요크의 리처드 공작 때부터다.

## 같이 보기
- 앙주 제국
- 플랜태저넷가